# LSV Stolpmünde
Der LSV Stolpmünde (Luftwaffen-Sportverein Stolpmünde) war ein deutscher Militärsportverein aus der gleichnamigen pommerschen Stadt, dem heutigen Ustka.

## Geschichte
Der Verein, dem Militärangehörige der stationierten Luftwaffe angehörten, wurde spätestens 1940 gegründet.
Zur Spielzeit 1940/41 nahm Stolpmünde an der zweitklassigen 1. Klasse Pommern Bezirk 7 Ostpommern teil. Durch den Gewinn dieser Liga qualifizierte sich der Verein für die Aufstiegsrunde zur Gauliga Pommern 1941/42, scheiterte in dieser jedoch deutlich am HSV Hubertus Kolberg. 1942/43 wurde Stolpmünde Kreismeister der Kreisgruppe G und qualifizierte sich dadurch für die erstklassige Gauliga Pommern 1943/44. In dieser erreichte der Verein im Abschnitt Ost den fünften Tabellenplatz bei sechs teilnehmenden Mannschaften. Zur Spielzeit 1944/45 wurde der LSV Stolpmünde in die Sportkreisgruppe Stolp eingeordnet, die Runde wurde aber im September 1944 kriegsbedingt abgebrochen und der Verein erlosch.

## Erfolge
- Spielzeiten in der Fußball-Gauliga Pommern: 1943/44, 1944/45